# Katastrofa kolejowa w Southall
Katastrofa kolejowa w Southall zdarzyła się 19 września 1997 w okolicach Southall, dzielnicy Londynu. Do katastrofy doszło na linii Great Western Main Line. W wyniku wypadku zginęło 7 osób, a 139 zostało rannych.

## Wypadek
Do tragedii doszło 19 września 1997 roku, wówczas o godzinie 10:32 wyruszył ze Swansea pociąg InterCity, który kursował na trasie do Londynu. Do katastrofy doszło około godziny 13:15 kiedy pociąg z niesprawnym systemem alarmowym przejechał obok semafora wyświetlającego czerwony sygnał i uderzył w część pociągu towarowego który właśnie opuszczał swoją bazę na składnicy kolejowej.
Do katastrofy prawdopodobnie by nie doszło, gdyby system alarmowy działał poprawnie. Maszynista pociągu był zapewne przekonany, że urządzenie jest sprawne, przez co jego uwaga nie była skupiona na obserwacji sygnałów. Mechanizm powinien ostrzec go sygnałem dźwiękowym o zbliżaniu się do semafora, przed którym pociąg najprawdopodobniej by się zatrzymał. Oprócz tego w pociągu były wyłączone inne urządzenia zabezpieczające, w tym m.in. system, który również informował o zbliżaniu się do sygnalizacji oraz informował o powinności zredukowania prędkości.
Ostateczny bilans ofiar wypadku pociągu InterCity wynosił 7 zabitych oraz 139 rannych.

## Po wypadku
W wyniku wypadku oraz następnego wypadku w okolicach Landbroke Grove ogólnokrajowy przewoźnik First Great Western przeprowadził kontrole jakości urządzeń alarmujących oraz nakazał w każdym pociągu włączenie systemu bezpieczeństwa przez cały czas trwania podróży.
W wyniku przeprowadzonego śledztwa, firma została obarczona grzywną w wysokości ponad 1,5 miliona funtów.
Wypadek w Southall doprowadził do znacznej poprawy bezpieczeństwa w kolei. Do tej pory dość zawodne systemy alarmujące zostały wymienione na urządzenia nowsze i pewniejsze. Zwrócono także uwagę na maszynistów, którzy od tej pory mieli bacznie zwracać uwagę na wszystkie pracujące w kabinie przyrządy, a także przeprowadzono szkolenia, które miały pomóc maszynistom podejmować zdecydowane decyzje w sytuacji zagrożenia. Oprócz tego zmieniono limity prędkości na najbardziej newralgicznych trasach, a także podjęto decyzję o częściowej wymianie sygnalizacji świetlnej.